# تمو تاینیو
تمو تاینیو (فنلاندی: Teemu Tainio؛ زادهٔ ۲۷ نوامبر ۱۹۷۹) بازیکن فوتبال اهل فنلاند بود.
از باشگاه‌هایی که در آن بازی کرده‌است می‌توان به باشگاه فوتبال هلسینکی، باشگاه فوتبال آژاکس آمستردام، باشگاه فوتبال نیویورک رد بولز، باشگاه فوتبال تاتنهام هاتسپر، باشگاه فوتبال هاکا، باشگاه فوتبال اوسر، باشگاه فوتبال بیرمنگام سیتی، و باشگاه فوتبال ساندرلند اشاره کرد.
وی همچنین در تیم ملی فوتبال فنلاند بازی کرده‌است.